# Адепо, Джован
Джован Адепо (англ. Jovan Adepo; род. 6 сентября 1988) — британо-американский актёр, наиболее известный благодаря ролям Кори Макссона в экранизации фильма «Ограды» (2016) и Ларри Андервуда в мини-сериале по произведению Стивена Кинга «Противостояние».

## Биография
Адепо родился в Верхнем Хейфорде, Оксфордшир. Его мать — нигерийка, переехавшая в Лондон, а его отец —афроамериканец из Чаттануги, штат Теннесси. Его дед по материнской линии Фатал Aдепо был специальным советником бывшего президента Нигерии Олусегуна Обасанджо. Он переехал в США со своей семьёй в возрасте 2 лет. Вырос в Уолдорфе, Мэриленд.
Джован учился в колледже Государственного университета Боуи в Мэриленде, получив степень бакалавра в области политологии и философии, чтобы стать писателем. Позднее, для увеличения своего дохода, начал проводить коммерческие семинары.
Номинант на прайм-таймовую премию «Эмми». Дважды номинант на премию актёрской Гильдии
.
Сыграл в телесериале «Хранители».

## Избранная фильмография
| Год       |   | Русское название              | Оригинальное название  | Роль                 |
| --------- | - | ----------------------------- | ---------------------- | -------------------- |
| 2015—2017 | с | Оставленные                   | The Leftovers          | Майкл Мёрфи          |
| 2016      | ф | Ограды                        | Fences                 | Кори Мэкссон         |
| 2017      | ф | Мама!                         | Mother!                | кубконосец           |
| 2018      | ф | Оверлорд                      | Overlord               | рядовой Эд Бойс      |
| 2018—2019 | с | Сожалею о вашей утрате        | Sorry for Your Loss    | Дэнни Грир           |
| 2019      | с | Джек Райан                    | Tom Clancy's Jack Ryan | Маркус Бишоп         |
| 2019      | с | Когда они нас увидят          | When They See Us       | Антрон Макрей        |
| 2019      | с | Хранители                     | Watchmen               | Вершитель Правосудия |
| 2020—2021 | с | Противостояние                | The Stand              | Ларри Андервуд       |
| 2022      | ф | Вавилон                       | Babylon                | Сидни Палмер         |
| 2023      | ф | Мизантроп                     | To Catch a Killer      | Джек Маккензи        |
| 2024      | с | Задача трёх тел               | 3 Body Problem         | Сол Дюранд           |
| 2025      | с | Оно: Добро пожаловать в Дерри | It: Welcome to Derry   | Хэнлон               |
| 2026      | ф | Одиссея                       | The Odyssey            |                      |